# La figlia dello straniero
La figlia dello straniero (The Gravedigger's Daughter) è un romanzo di Joyce Carol Oates, pubblicato negli Stati Uniti nel 2007.
Il libro è stato tradotto in polacco, rumeno, coreano, francese, svedese, spagnolo, danese, norvegese, finlandese, portoghese, tedesco, albanese, oltre che in italiano.

## Ambientazione
La vicenda si svolge negli Stati Uniti in varie località e copre gli anni dal 1936 al 1999.

## Personaggi
- Jacob Schwart, immigrato negli Stati Uniti dalla Germania nel 1936, lavora come becchino e custode del cimitero in una cittadina dello Stato di New York, chiamata Milburn. Riceve uno stipendio misero ed è costretto a vivere con la famiglia in una casupola alquanto malsana. Non volendo attirare l'attenzione (non corregge neppure la grafia del suo nome), è molto malvisto e sospettato di essere ebreo. Jacob è di provenienza ebraica, ma tanti anni prima, in Germania, aveva creduto nell'integrazione e ora non accetta questa sua origine.
- Anna Morgenstern Schwart, moglie di Jacob e madre dei suoi figli. Traumatizzata dall'emigrazione e poi da altri fattori, è ritenuta pazza e si nasconde in casa.
- Herschel, figlio maggiore di Jacob e Anna, cresce senza istruzione e molto violento, sia pure per ragioni abilmente innescate da altri.
- August, secondo figlio degli Schwart, ragazzo tranquillo, ma fortemente emarginato.
- Rebecca, figlia ultimogenita degli Schwart, nata nel 1936 nel porto di New York, a bordo della nave di profughi sulla quale erano partiti. È la protagonista, nata americana e in quanto tale, secondo il padre, diversa dai suoi familiari e appartenente al "mondo di fuori".
- Niles Tignor, primo marito di Rebecca: equivoco, violento e possessivo.
- Byron Hendricks, cerca di adescare Rebecca. Appartiene a una famiglia agiata.
- Niley, poi Zacharias, figlio di Rebecca e Tignor, nato nel 1956. Rivelerà uno sconfinato talento musicale e pianistico.
- Chester Gallagher detto Chet, secondo marito di Rebecca. Appartiene a una famiglia ricca, con cui non va d'accordo.
- Thaddeus Gallagher, padre di Chet.
- Freyda Morgenstern, cugina di Rebecca.

## Trama
Rebecca Esther Schwart, "figlia del becchino" di Milburn, cresce in un ambiente malsano. Il padre ha una pericolosa mania di persecuzione che riversa sui familiari. Il fratello più grande fa scherzi che terrorizzano la piccola. In occasione della giornata di Halloween il cimitero viene devastato regolarmente, ma vi si aggiungono delle offese razziste agli Schwart, minimizzate dagli agenti di polizia. Nel 1941 dovrebbero arrivare altri parenti dalla Germania, ma la nave viene respinta e per Anna, che attendeva la sorella con i bambini, lo shock è insuperabile.
Con il passare degli anni le cose non migliorano affatto. Un giorno Herschele si vendica per le offese razziste e deve fuggire in Canada. Più tardi, anche August lascia la famiglia, dopo un'esplosione di violenza del padre. Nel 1949, Jacob, che ha un fucile da caccia, porta all'estremo la sua follia: uccide Anna, per qualche motivo non colpisce Rebecca e quindi si toglie la vita.
Dopo la tragedia, Rebecca viene affidata a una sua ex maestra, che si sforza di darle una vita migliore. Ma Rebecca non vuole terminare gli studi e al sedicesimo anno se ne va a lavorare in albergo e a vivere con altre ragazze. Capace, pulita e silenziosa, è molto apprezzata. Un giorno attira l'attenzione di Niles Tignor, in apparenza solo un uomo più grande, che riesce a farla sua e inscena persino un falso matrimonio.
Tignor sparisce per periodi sempre più lunghi e Rebecca è sola con una vicina quando nasce il piccolo Niley. Non ha mai voluto pensare che Tignor ha una pessima fama, però ben presto è costretta ad accettare un posto in fabbrica per campare col bimbo. Una sera, tornando a casa a piedi, la avvicina uno sconosciuto, il dottor Byron Hendricks, e la chiama Hazel Jones. Rebecca fugge solo perché teme la gelosia di Tignor, in quanto quell'uomo le era sembrato matto, ma innocuo.
Invece il seguente ritorno a casa di Tignor è devastante. Egli deve essere stato ferito in un'azione criminale e ha scatti d'ira così gravi che cerca di ammazzare sia il piccolo che la madre. Lei si salva con la resistenza passiva poi, quando lui crolla stremato e ubriaco, Rebecca prende le sue cose, il bimbo di tre anni, del denaro e fugge con l'auto di Tignor. Qualche giorno dopo, l'auto viene ritrovata svuotata di benzina in una stazione di pullmann e i due fuggiaschi hanno fatto perdere le loro tracce.
Per i due comincia una nuova vita. La donna si fa chiamare Hazel Jones e dà al piccino il nome di Zacharias, detto Zack. Percorrono lo Stato fermandosi solo un giorno o due in ogni luogo. La sera, Hazel raggiunge un vecchio bar dove ci sia un pianoforte e fa suonare il bimbo, che rivela un talento strepitoso. C'è sempre un qualche cliente che offre cibo e bevande ai due, ma soprattutto si interessa di Zack e gli impartisce un nuovo e prezioso piccolo insegnamento.
Hazel vuole cancellare dal bimbo il ricordo del padre e di ciò che ha fatto loro, ma non sa che dentro di sé egli ricorda oltre al padre, anche l'uomo sulla riva del canale. Però i loro soggiorni si fanno via via più lunghi e Hazel trova tanti impieghi finché, alla soglia dei sei anni di Zack, riesce a ottenere dei certificati di nascita con le loro nuove generalità da un giudice abbindolato. Zack potrà frequentare una scuola elementare. Ne deriva un altro trasferimento. Alla scuola Zack riceve anche lezioni di pianoforte, ma non è amato dagli insegnanti.
Proprio in questo periodo, madre e figlio conoscono il pianista dilettante di jazz Chet Gallagher. Uomo complesso, figlio di un miliardario, Gallagher si innamora di Hazel e del suo dotato figliolo e li convince a cambiare città. Zack va a lezione da un maestro che lo ama e lo capisce, Hazel lavora in un negozio di pianoforti. La vita si fa semplice, ma Hazel rifiuta di sposare Gallagher e gli tace il suo passato.
Anno dopo anno, i due si uniscono sempre più e il piccolo Zack fiorisce; eppure egli non ha del tutto dimenticato, ma il suo talento lo risparmia e gli permette di impegnare al massimo la mente e il cuore. E Hazel continua a declinare le proposte di matrimonio di Gallagher, lasciando che sia la vita a sbrogliare i nodi. Un giorno trova il coraggio di chiamare al telefono la signora che l'aveva assistita nel momento del parto e viene così a sapere che Tignor è morto in carcere e che a lungo era stato sospettato di aver ammazzato i due. Libera, fa capire al figlio che "quello" non c'è più.
Poi conosce il padre di Gallagher e si fa voler bene da questi. Ne riceve anche un regalo prezioso: un dossier in cui scopre che lo sconosciuto incontrato sulla riva del canale era un pluri-omicida e le sue vittime si somigliavano tutte: ragazze brune, nelle quali vedeva la sua prima vittima, un'Hazel Jones. Ma Rebecca/Hazel non può dire tutto ciò a Gallagher, invece gli permette di avvicinarsi ogni giorno di più, fino al matrimonio e all'adozione di Zack. Perché dei due è lui ad avere bisogno di protezione: come si spieghi non importa, Hazel sente così.

## Epilogo
Sono passati 24 anni. Rebecca inizia una corrispondenza segreta con una certa Freyda Morgenstern, la cuginetta che avrebbe dovuto conoscere, se fosse arrivata, nel 1941. Per il marito, per Zack e per chiunque altro lei è Hazel Jones Gallagher, ma in queste lettere è solo Rebecca. La corrispondente non si fida di lei, afferma che tutti vogliono essere suoi parenti, ora che è donna di successo e insegnante universitaria. Le risposte alle affettuose e reverenti lettere di Rebecca sono aspre e scortesi.
Ma Rebecca riesce nel suo intento: la cugina è sfuggita all'Olocausto e ha scritto un libro che le attira solo antipatie. Poco a poco scopre quanto Rebecca abbia sofferto più di lei, in un curioso rovesciamento delle parti. E scopre che Rebecca è agli ultimi, che con i suoi capelli rasati e l'attesa della fine, non è diversa dagli esseri che si descrivono nei libri come il suo. E, dopo aver vissuto con umiltà, Rebecca può andarsene amata dai suoi e piantare in asso la presuntuosa cugina.

## Edizioni in italiano
- Joyce Carol Oates, La figlia dello straniero, traduzione di Giuseppe Costigliola, ed. Mondadori, Milano 2008